# Marco Antônio Araújo
Marco Antônio Araújo (Belo Horizonte, 28 de agosto de 1949 – Belo Horizonte, 6 de janeiro de 1986) foi um compositor musical, violonista, guitarrista e violoncelista brasileiro. Conhecido como "Egberto Gismonti da década de 80", suas composições instrumentais mesclavam o rock progressivo com a mais pura tradição da música barroca mineira, modinhas, serestas, e Música clássica. Casado com Déa Marcia De Souza.

## Carreira
Em 1968, integrou, como guitarrista, o grupo "Vox Populi", que mais tarde seria um dos núcleos formadores do Som Imaginário, que acompanharia o cantor e compositor Milton Nascimento. O Vox Populi era formado ainda pelo tecladista Zé Rodrix, pelo guitarristas Frederyko e pelo violonista Tavito. Em 1969, eles gravaram o compacto simples "Spassomanguim", pelo selo regional BEMOL. Atualmente este álbum é uma raridade disputada por colecionadores.
Em 1970, foi morar na Inglaterra, onde foi fortemente influenciado por bandas como Beatles, Pink Floyd, Led Zeppelin, Deep Purple e Genesis. Retornou ao Brasil 1973 e foi morar no Rio de Janeiro, ingressando na Escola de Música da Universidade Federal do Rio de Janeiro. Lá, iniciou estudos em Composição Musical com Esther Scliar (para quem dedicaria posteriormente um de seus discos), violão clássico com Léo Soares e violoncelo com Eugene Ranewsky e Jaques Morelenbaum. Foi nesta época compôs a trilha sonora para a peça Rudá dirigida pelo ator/diretor José Wilker e o balé Cantares para o grupo Corpo de Belo Horizonte.
De volta a Belo Horizonte em 1977, prestou concurso para violoncelista da Orquestra Sinfônica de Minas Gerais, tendo sido aprovado e contratado como o seu primeiro músico. Tocou nesta orquestra até os últimos dias de sua vida.
Num curto período (1981-1985) gravou quatro discos com composições inéditas, todos muito bem aclamados pela crítica. Sua discografia é completada ainda por uma coletânea, lançada ainda em vida. Ele é creditado ainda como regente e produtor de outros dois álbuns sobre a obra do compositor barroco Lobo de Mesquita.

## Morte
No dia 6 de janeiro de 1986, Marco regressava a Belo Horizonte, onde iria receber, no dia seguinte, um prêmio da Revista Veja como o melhor músico instrumentista do país. Teve uma hemorragia cerebral. Encontrado desacordado, a caminho do hospital sofreu uma parada respiratória que complicou ainda mais seu quadro clínico.
Na semana seguinte, viajaria para Nova York onde tinha dois shows programados.

## Prêmios
| Ano  | Prêmio       | Categoria                              | Resultado | Info                         | Ref.  |
| ---- | ------------ | -------------------------------------- | --------- | ---------------------------- | ----- |
| 1986 | Revista Veja | Melhor Músico instrumentista do Brasil | Venceu    | Prêmio recebido postumamente | [ 3 ] |

## Honrarias
- Em sua homenagem, em 2003, o BDMG Cultural criou o Prêmio Marco Antônio Araújo, que consagra o melhor álbum instrumental, autoral e de produção independente do ano anterior à premiação.[4]

## Discografia
| Solo - 1981 – Influências - 1982 – Quando a Sorte Te Solta um Cisne Na Noite - 1983 – Entre um Silêncio e Outro - 1984 – Animal Racional (coletânea) - 1985 – Lucas | Com a banda "Vox Populi" - 1969 - Spassomanguim |